# Jocelyn Delecour
Jocelyn Delecour (Francia, 2 de enero de 1935) es un atleta francés retirado, especializado en la prueba de Relevo 4 x 100 metros en la que llegó a ser medallista de bronce en dos ocasiones.

## Carrera deportiva
En los JJ. OO. de Tokio 1964 ganó la medalla de bronce en los relevos  4x100 metros, junto con sus compañeros Paul Genevay, Bernard Laidebeur y Claude Piquemal.
En los JJ. OO. de México 1968 ganó la medalla de bronce en los relevos 4x100 metros, con un tiempo de 38.43 segundos, llegando a meta tras Estados Unidos que con 38.24 segundos batió el récord del mundo, y Cuba (plata), siendo sus compañeros de equipo: Gérard Fenouil, Claude Piquemal y Roger Bambuck. 